# Jürgen Costede
Jürgen Costede (* 8. Oktober 1939 in Memel; † 22. April 2021 in Göttingen) war ein deutscher Rechtswissenschaftler.

## Leben
Costedes Promotion zum Dr. jur. erfolgte 1968, die Habilitation an der Georg-August-Universität Göttingen im Jahre 1975. Ab 1978 war er dort Universitätsprofessor für Zivilrecht, Zivilverfahrensrecht und Steuerrecht. Costede wurde im Jahr 2003 mit der Ehrendoktorwürde der Universität Halle ausgezeichnet. Zuletzt war er im Ruhestand.

## Veröffentlichungen (Auswahl)
- Grundfragen der Absetzungsbefugnis wegen Abnutzung. StuW 1986.
- Die Anfechtungsbefugnis bei Verfügungen über fremde Rechte. In: Walter Gerhardt (Hrsg.): Festschrift für Wolfram Henckel zum 70. Geburtstag. De Gruyter, Berlin, New York 1995, ISBN 3-11-013756-9, S. 67 ff.
- Die Aktivierung von Wirtschaftsgütern im Einkommensteuerrecht. In: StuW 1995, S. 115–123.